# Rymanów
Rymanów (Reimannshau en allemand) est une ville de Pologne, située dans le sud-est du pays, dans la voïvodie des Basses-Carpates. Elle est le chef-lieu de la gmina de Rymanów, dans le powiat de Krosno.

## Histoire
Une communauté juive était existante depuis le XVIe siècle, une synagogue est mentionnée en 1593. Lors du recensement de 1898, sur une population de 3 704 personnes, 1751 sont des habitants juifs. Une Dynastie hassidique américaine est originaire de la ville et porte son nom (en) Dynastie hassidique de Rimenov. Après la défaite polonaise lors de la Seconde Guerre mondiale, un camp de prisonniers est construit et 10 000 soviétiques y meurent. Ce camp servira également comme camp de transit de la population juive lors de sa déportation vers les camps d'extermination allemands où elle sera assassinée.

## Personnalités de la ville
- Menachem Mendel de Rimanov est un rebbe hassidique célèbre et porte le nom de la ville.
- Isidor Isaac Rabi, prix Nobel de physique est né dans la ville en 1898.
- Edith Schreiber-Aujame, (1919-1998) une architecte et urbaniste est née dans la ville.